# Eugène Dubern
 (juin 2013).
Si vous disposez d'ouvrages ou d'articles de référence ou si vous connaissez des sites web de qualité traitant du thème abordé ici, merci de compléter l'article en donnant les références utiles à sa vérifiabilité et en les liant à la section « Notes et références ».
Pour les articles homonymes, voir Dubern.
Prosper Eugène Dubern (Bordeaux, 18 octobre 1802 - Versailles, 23 mars 1870) est un officier général français.

## Biographie
Il est le fils de Charles Dubern (1767-1834), commissaire de la marine (1792-1795), puis courtier, et de Françoise Legrand de Boislandry (1777-1859), ainsi que le petit-fils de Pierre Dubern et de Louis Legrand de Boislandry.
Élevé à Paris, dans le Marais, et au château de Champgueffier, en Brie, chez son grand-père, Louis de Boislandry. Il fréquente le collège Sainte-Barbe, où il a pour amis, Louis Eugène Cavaignac, Louis-Michel Morris et Charles Louis François Marion, ses futurs compagnons d'armes, et Jules Dufaure.
Il entre à Saint-Cyr le 5 novembre 1820 et en sort sous-lieutenant de cavalerie le 1er octobre 1822, gratifié d'un sabre d'honneur offert par le roi Louis XVIII. Interrogé au cours d'une inspection sur les soldes des officiers, étant en garnison à Rouen, il fait observer au général, d’un ton assez vif, qu'un sous-lieutenant est payé « un peu moins qu'un mauvais maçon », ce qui lui vaut des arrêts.
De 1823 à 1824, il prend part à l'expédition d'Espagne, en qualité d'officier d'ordonnance du général Vincent. Il se distingue en s'emparant d'un convoi sortant de la ville de Carthagène. Participant pendant plusieurs mois à l'occupation de la province de Murcie, il en profite pour apprendre l'espagnol ; il parlait déjà couramment l'anglais, que sa mère lui avait enseigné, l'ayant elle-même appris en émigration. Il devait plus tard se familiariser avec l'arabe.
En 1831, capitaine au 5e hussard depuis le 25 janvier, il participe à l'expédition de Belgique qui devait permettre l'indépendance de ce pays. Il se distingue au siège d'Anvers, en souvenir de quoi il sera, plus tard, nommé commandeur de l'ordre de Léopold de Belgique (août 1856).
Le 12 décembre 1831, il rejoint le 2e régiment de chasseurs d'Afrique, créé deux semaines plus tôt, basé à Oran. À dater de cette époque il prend une part active à cette vie de fatigues et de luttes incessantes qu'est la conquête de l'Algérie. Le 7 novembre 1832, il est fait chevalier de la légion d'honneur, et le 9 mai 1833, promu capitaine adjudant major. Il mérite plusieurs fois d'être cité pour sa conduite devant l'ennemi, notamment à l'affaire de Temzouat, le 3 décembre 1833.
Il figure sur le tableau d'Horace Vernet représentant le combat de Mouleï Ismael, le 26 juin 1835, où il s'efforce de sauver son chef et ami le colonel Oudinot. Il devient son exécuteur testamentaire et reçoit en souvenir de lui son grand cheval bai et sa chienne.
Le 30 mai 1837, il est nommé chef d'escadrons au 1er chasseurs d'Afrique, à Alger, à l'âge de 34 ans. Il se distingue d'une manière particulière, le 5 octobre 1837, au combat de Méheris, près de Constantine, épisode que le maréchal de Mac-Mahon rapporte dans ses mémoires : L'armée française assiégeait pour la seconde fois la ville, mais sans succès. L'ennemi harcelait sans cesse les postes d'infanterie avancés. Placé en réserve avec ses escadrons, il voit fléchir un groupe de fourrageurs assaillis par la cavalerie turque. D'une vigoureuse charge très bien menée il dégage l'infanterie, et repousse l'ennemi jusqu'aux portes de Constantine. Bien que fatigués ses escadrons ont encore à faire face, peu après à une violente contre-attaque de la cavalerie arabe du Bey, qui est taillée en pièces. De retour au camp, victorieux, il est fêté ; mais ce combat, livré malgré la défense de marcher, émanant du général commandant la cavalerie, est considéré comme un acte d'indiscipline, et frappé d'une punition de huit jours d'arrêts. Le duc de Nemours, mis au courant, le félicite, au contraire, de s'être porté à un point menacé, intervient généreusement pour faire lever la punition, et, voulant affirmer sa sympathie, l'invite à sa table et le propose pour la croix d'officier de la légion d'honneur, qu'il obtient le 11 novembre 1837.
Deux ans plus tard, le 31 décembre 1839, au cours du combat d'Oued el Halleg, contre les rebelles arabes, il est blessé d'un coup de baïonnette. Peu après, le 23 mars 1840, il est cité à l'ordre de l'armée, pour sa conduite pendant l'expédition de Médéah où, avec ses escadrons, il empêche l'ennemi de fuir dans les montagnes ; ce qui lui vaut d'être nommé lieutenant-colonel du même régiment, le 21 juin 1840, à l'âge de 37 ans.
Presque aussitôt, il revient en France pour rétablir sa santé fortement éprouvée. Le 10 mai 1844, à l'âge de 41 ans, il est nommé colonel du 9e chasseurs, à Niort. Le 8 juillet de la même année, il épouse à L'Aigle (Orne) Anaïs du Moulin de La Fontenelle (1820 + 1887), mais la lune de miel est interrompue au bout de la première semaine par un ordre de regagner l'Algérie.
Il reprend le commandement de son régiment et le conduit dans la province d'Oran. À cause de ce contact prolongé avec la terre des Maghreb le général du Barail, dans ses mémoires, le qualifie de « vieil Africain ». Le 4 mars 1846, en garnison à Arzew, le colonel Dubern écrit une lettre au futur maréchal de Castellane, dans laquelle il critique vivement la politique menée par Bugeaud en Algérie, fait l'éloge du 9e chasseurs, et termine par ces mots : « Nous détruisons le pays que nous prétendons coloniser et civiliser ». Il considérait que l'occupation française devait se limiter à quelques points stratégiques et considérait le peuplement de l'intérieur du pays, alors en pleine insurrection, comme une folie et une surcharge pour l'armée. Il dénonce les razzias alternées des arabes… et des français, qui détruisent troupeaux et cultures. L’année suivante, 1847, il rentre en France avec son régiment, et retrouve son ancienne garnison, à Niort…
Le 14 décembre 1848, à la veille des résultats de l'élection présidentielle, Eugène Cavaignac lui écrit: « Ce que je me dis chaque fois que ton souvenir me vient, c'est que de tous ce que j'ai eu de camarades, il ne me reste qu'un vieil ami et c'est toi ; gardons ça, mon cher, le moment arrive où c’est précieux. »
Le 3 janvier 1852, il est promu général de brigade à l'âge de 49 ans, sa nomination ayant été retardée d'un an par le ministère de la guerre du fait de son attitude critique en Algérie. De 1855 à 1860, il commande la 2e brigade de cuirassiers de l'armée de Paris, en garnison à Versailles, puis, le 17 août 1860 est promu général de division et, l'année suivante, inspecteur de la cavalerie.
C'est à ce titre qu'il fait un dernier séjour en Afrique du Nord, terre qu'il aimait et où il avait souhaité revenir. En y débarquant, au mois de juin 1862, il écrit à ses enfants, sur un ton davantage émerveillé que critique : « On m'a changé mon Algérie. »
À son retour en France, en mars 1863, il est nommé membre du comité de la cavalerie. Commandeur de la Légion d'honneur depuis le 31 décembre 1854, il est promu grand officier de l'ordre le 31 décembre 1866. Enfin, il est placé au cadre de réserve le 31 décembre 1867, ayant la satisfaction de voir entrer ses deux fils à Saint Cyr, où son gendre le capitaine Maillard de La Gournerie était instructeur.
À sa rentrée dans la vie civile, il s'occupe à remettre en ordre ses souvenirs d'Algérie, qu'il comptait publier, ainsi que l'histoire du 2e régiment de chasseurs d'Afrique à la formation duquel il avait coopéré. On ignore malheureusement ce que sont devenus ces manuscrits.
La politique étrangère de Napoléon III l’inquiétait, étant renseigné par son voisin et ami, Jules de Lasteyrie, sur les préparatifs militaires de la Prusse, mais il meurt quelques mois avant la guerre, au mois de mars 1870.
Le général Eugène Dubern était le frère cadet de Jules Dubern de Boislandry. Il était aussi cousin-germain d'Henry Dubern et du commandant Édouard Dubern.

## Décorations
|  |  |